# Petr Větrovský
Petr Větrovský (* 15. srpna 1985 Příbram) je filmový režisér, moderátor a promotér.

## Studia a dřívější zaměstnání
Po základní škole v Dobříši nastoupil na Střední průmyslovou školu v Příbrami, kde studoval obor s názvem Slaboproud a elektrotechnika – technika počítačů. Po maturitě ve škole zůstal a pokračoval studiem oboru Počítačová podpora v řízení podniku. Jelikož toto studium neumožňovalo dálkovou formu a Větrovský si chtěl vydělávat, musel po měsíci skončit a nastoupil do firmy zabývající se železem. Po třech měsících mu bylo nabídnuto místo v příbramském autosalonu, kde se vypracoval až na vedoucího pobočky. Následně nastoupil do funkce generálního fotbalového ředitele prvoligového týmu, který v roce 2017 opustil a začal se věnovat oblasti kultury.

## Rodinný život
V roce 2009 se Větrovský oženil s Libuší Mlejnkovou, a v roce 2012 se páru narodil syn Petr. Manželství trvalo sedm let. V prosinci roku 2016 se manželství rozpadlo, a od té doby žije bývalý fotbalový manažer s Jitkou Větrovskou, se kterou se oženil 7. srpna 2021. Má s ní dvě děti Natálii a Matyáše.

## Filmy
Petr Větrovský se do filmového průmyslu zapsal svým prvním snímkem dokumentárního filmu Attila, který pojednává o životě nejslavnějšího slovenského MMA zápasníka Attily Végha. Film vyšel v roce 2020 těsně před začátkem covidu a těšil se vysoké návštěvnosti ve slovenských kinech. V roce 2022 režíroval Větrovský film Jan Koller - Příběh obyčejného kluka. Příběh o nejlepším střelci české i československé reprezentace si zasloužil hned tři ocenění. Jedno na českém festivalu sportovních filmů v Liberci a dvě ceny - z čehož jednu hlavní, na celosvětovém finále sportovních filmů v Miláně.

## Promotér
Petr Větrovský je již roky manažerem zpěvačky Marty Kubišové. Pro tu zorganizoval i její poslední pěvecké turné v roce 2017, po kterém ukončila kariéru. Dále zastupuje rapera Rytmuse, MMA zápasníka Attilu Végha, bývalou biatlonistku Gábinu Soukalovou a přítelkyni hokejové legendy Jaromíra Jágra, modelku Dominiku Branišovou.
Větrovský zavedl v České republice formát akcí Noci s legendou, kdy české a světové hvězdy vypráví svůj příběh. Přivedl do Čech Mika Tysona, Tysona Furyho, Jean Claude Van Damma a z českého a slovenského showbusinessu promoval Noci s legendou s Jaromírem Jágrem, Martou Kubišovou, Rytmusem, Attilou Véghem a dalšími.

## Moderátor
Aktuálně působí coby moderátor pořadu TV Nova Sport s názvem 1:1, kde jsou jeho hosté sportovní hvězdy. Externě moderuje akce, eventy i koncerty.